# Judith Allen
Judith Allen, nata Marie Elliot (New York, 8 febbraio 1911 – Yucca Valley, 5 ottobre 1996), è stata un'attrice statunitense.

## Filmografia parziale

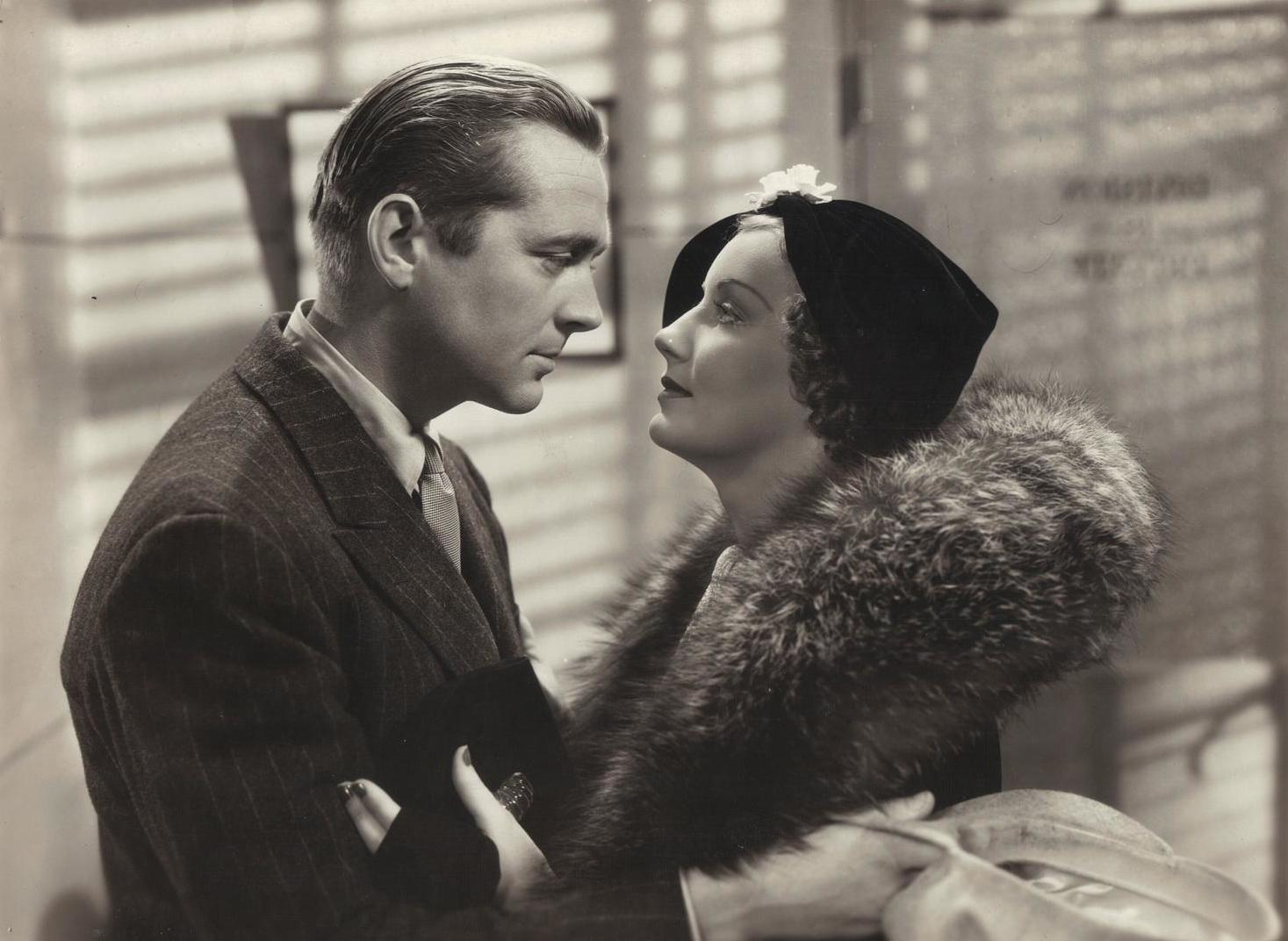
James Dunn e Judith Allen in La mascotte dell'aeroporto (1934)

- The Thundering Herd, regia di Henry Hathaway (1933)
- La nuova ora (This Day and Age), regia di Cecil B. DeMille (1933)
- Too Much Harmony, regia di A. Edward Sutherland (1933)
- Hell and High Water, regia di Grover Jones e William Slavens McNutt (1933)
- The Witching Hour, regia di Henry Hathaway (1934)
- She Loves Me Not, regia di Elliott Nugent (1934)
- La mascotte dell'aeroporto (Bright Eyes), regia di David Butler (1934)
- Burning Gold, regia di Sam Newfield (1936)
- It Happened Out West, regia di Howard Bretherton (1937)
- Boots and Saddles, regia di Joseph Kane (1937)
- I volontari del Texas (Texas Trail), regia di David Selman (1937)
- Donne (The Women), regia di George Cukor (1939) - non accreditata
- I Shot Billy the Kid, regia di William Berke (1950)
- Train to Tombstone, regia di William Berke (1950)
- Perdonami se ho peccato (Something to Live For), regia di George Stevens (1952) - non accreditata

## Doppiatrici italiane
- Dina Perbellini in La nuova ora[1]
- Zoe Incrocci in Donne